# Teenage Jesus & the Jerks
Teenage Jesus & the Jerks foram uma influente banda de pós-punk  de Nova Iorque  dentro do chamado movimento no wave. Fundado por Lydia Lunch, que já foi garçonete do CBGB,  e pelo saxofonista James Chance, o grupo esteve em atividade entre 1976 a 1979, lançando apenas alguns singles.
Chance finalmente saiu para formar o The Contortions e perseguir a suas próprias pretensões musicais. Ambos os grupos foram apresentados no seminal álbum No New York (LP), uma mostra do início da cena No Wave compilado e produzido por Brian Eno.
O grupo de notabilizou por suas suas apresentações de dez minutos preenchidos com músicas de "treze" segundos, porém com letras inusitadas e criativas, com isso Lunch procurava levar a música para além do tradicionalismo do punk rock.
O grupo deixou para trás um pouco mais de uma dúzia de gravações completas com a maioria dos títulos sobreviventes recolhidos na compilação de 18 minutos intitulado Everything (1995). No entanto outras versões de estúdio de várias músicas existem e algumas gravações ao vivo.
Poucas bandas conseguiram tanto impacto com um corpo de trabalho tão pequeno, não apenas nos EUA mas também, via rádio, na Grã-Bretanha.
Lunch e Chance se tornaram figuras cultuadas da cena musical underground de Nova York e o grupo tem sido citado como uma influência significativa sobre os grupos subsequentes do pós-punk, como Sonic Youth.
A banda se reuniu em 2008 para uma série de performances, com o guitarrista do Sonic Youth, Thurston Moore. A banda continuou a se apresentar sem Moore em 2009, incluindo algumas apresentações no Canadá.